# 반사

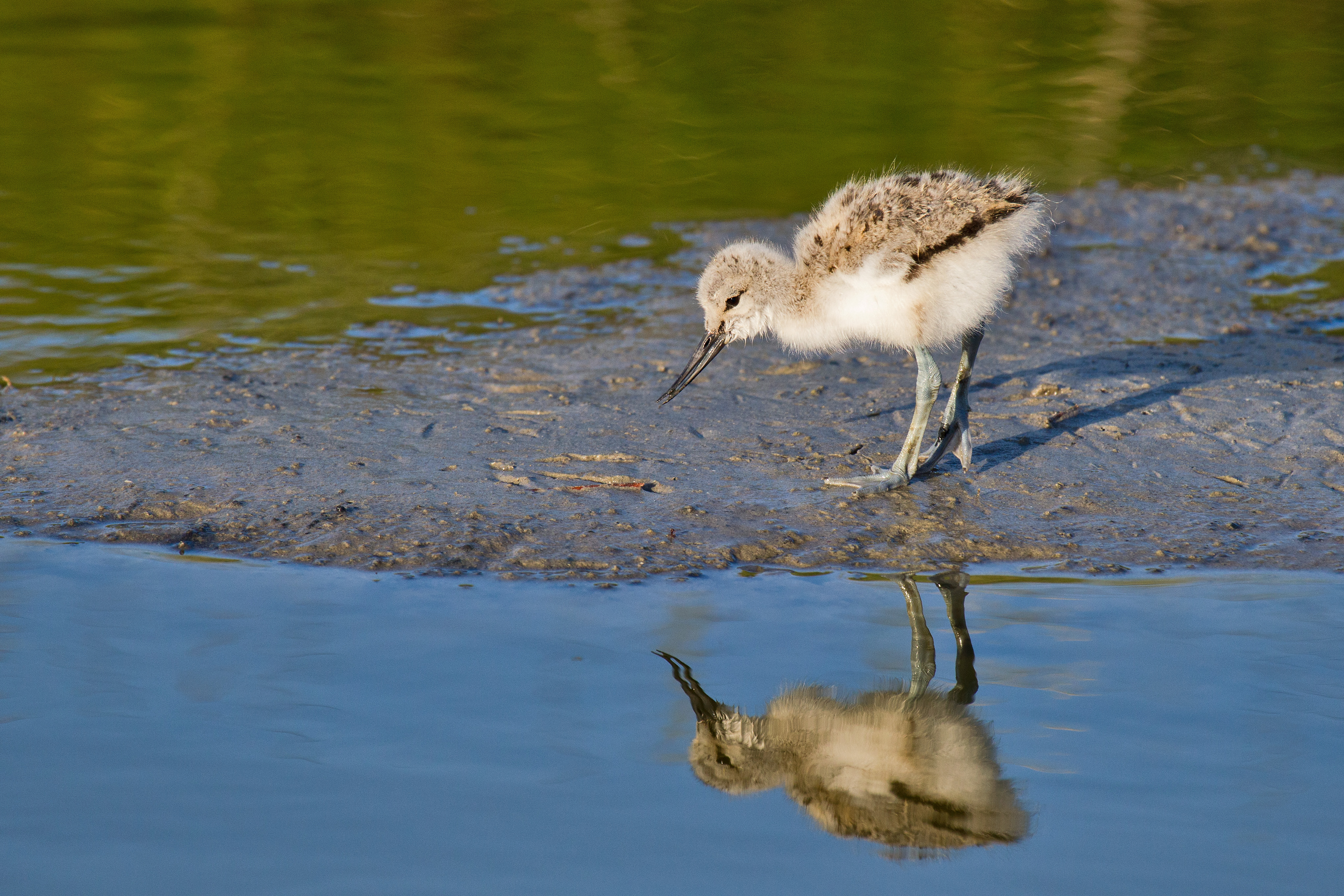

반사(反射, 영어: reflection)는 파동이 다른 두 매질의 경계에서 방향을 바꿔 진행하는 물리 현상으로 빛의 반사 정도를 나타내는 단위 반사율은 반사광의 에너지와 입사광의 에너지의 비율로 빛을 포함한 여러 종류의 복사파가 물체의 표면에서 어느 정도 반사되는지를 나타내며, 이는 물질의 종류와 표면의 상태에 따라 달라진다. 파동의 파면과 진행 방향은 수직이다.
빛의 경우 항상 입사각과 반사각의 크기는 같다.(단, 입사각과 반사각의 매질이 같을 때) (빛이 반사가 되지 않는물체도 있다)

## 빛의 반사
빛이 광학적 성질이 달라지게 되는 경계면에 도달하면 반사가 일어난다. 경계면이 금속인 경우에는 굴절 광선은 약하고 거의 흡수되지만 반사 광선은 강하다. 경계면이 투명체인 경우에는 반사 광선이 약하고 대부분은 굴절 광선이 된다.

두 매개체 사이에 접하는 면에서의 빛의 반사.

## 같이 보기
- 정반사
- 난반사
- 반사율
- 굴절
- 회절
- 메아리
- 상 (광학)